# Championnat d'Allemagne de rugby à XV 1998-1999
Navigation
1. Bundesliga 1997-1998 1. Bundesliga 1999-2000
Le championnat d'Allemagne de rugby à XV 1998-1999 ou 1. Bundesliga 1998-1999 est une compétition de rugby à XV qui oppose les 6 meilleurs clubs allemands. La compétition commence à l'automne 1998 et se termine par une finale en juillet 1999.
La 1re phase de la compétition se déroule à l'automne 1998, sous la forme d'un championnat avec 6 équipes, avant de reprendre au printemps 1999, suivie d'une finale en match aller-retour.

## Équipes participantes
Les six équipes qualifiées pour le Meisterschaftrunde sont les suivantes :
1. Bundesliga Nord/Est
- TSV Victoria Linden
- DRC Hannover
- DSV 78 Hanovre

1. Bundesliga Sud/Ouest
- SC Neuenheim
- RG Heidelberg
- ASV Cologne

## Meisterschaftrunde
| Rang | Club                | J  | V | N | D | Bo | Bd | Pm  | Pe  | Diff | Pts |
| ---- | ------------------- | -- | - | - | - | -- | -- | --- | --- | ---- | --- |
| 1    | DRC Hannover (T)    | 10 | 7 | 0 | 3 | 0  | 0  | 329 | 88  | +241 | 28  |
| 2    | RG Heidelberg       | 10 | 6 | 0 | 4 | 2  | 0  | 395 | 154 | +241 | 26  |
| 3    | DSV 78 Hanovre      | 10 | 6 | 0 | 4 | 0  | 0  | 235 | 161 | +74  | 24  |
| 4    | SC Neuenheim        | 10 | 4 | 0 | 6 | 2  | 0  | 231 | 242 | -11  | 18  |
| 5    | TSV Victoria Linden | 10 | 3 | 0 | 7 | 0  | 0  | 116 | 273 | -157 | 12  |
| 6    | ASV Cologne         | 10 | 2 | 0 | 8 | 3  | 0  | 67  | 455 | -388 | 11  |

|  | Qualifiés pour la finale (no 1, no 2). |
|  | T : tenant du titre                    |

Attribution des points : victoire sur tapis vert : 5, victoire : 4, match nul : 2, défaite : 0, forfait : -2 ; plus les bonus (offensif : 4 essais marqués ; défensif : défaite par 7 points d'écart ou moins).

## Finale
La finale se déroule en match aller-retour les 20 juin 1999 et 4 juillet 1999.
| Club         | Total   | Club          | Match aller | Match retour |
| DRC Hannover | 35 - 32 | RG Heidelberg | 11 - 22     | 24 - 10      |

## Particularité
La DRV Supercup est remportée par le DRC Hannover au détriment du DSV 78 Hanovre. Le DRC Hannover était champion en 1998 et le DSV 78 Hanovre, vainqueur de la DRV-Pokal la même année.